# William Ragsdale
William Ragsdale (né le 19 janvier 1961) est un acteur américain surtout connu pour son rôle de l'adolescent Charley Brewster dans le film Vampire, vous avez dit vampire ? (1985), ainsi que celui d'Herman Brooks dans la série télévisée Herman's Head (1991-1994).

## Biographie
Robert William Ragsdale naît à El Dorado (Arkansas). Il fréquente le Hendrix College. Il attire l'attention pour son rôle dans Vampire, vous avez dit vampire ? et Vampire, vous avez dit vampire ? 2, ainsi que pour sa prestation théâtrale dans les pièces Biloxi Blues et Brighton Beach Memoirs. Ragsdale apparaît également dans la comédie romantique Mannequin Two: On the Move (1991).
La carrière de Ragsdale est sporadique. Il apparaît pendant trois ans dans Herman's Head et obtient un bref rôle récurrent dans Amy. Il joue un producteur de télévision dans Grosse Pointe, qui ne dure qu'une saison.
Il est retenu pour le pilote de Charmed, mais préfère tourner dans la comédie de situation Brother's Keeper (en). Il joue le petit ami d'Ellen Morgan dans Ellen avant que celle-ci ne dévoile son homosexualité.
Ragsdale joue le rôle de Gary Hawkins dans 12 épisodes de Justified (de mars 2010 à mars 2012). En 2014, il joue Chris Smith dans le remake Le Chaos.
En 2017, il joue le révérend Todd dans la production Man from Nebraska (en) produite au Second Stage Theatre (en).